# Hassan Sabeh
Hassan Sabeh (arabe:حسن السبع - né à Beyrouth en 1947) [aussi connu sous le nom d'Hassan al-Sabaa] est un homme politique libanais. Jusqu'au 5 février 2006 il est le ministre de l'Intérieur du Liban.
Après des études en droit, il intègre les rangs de la Sûreté Générale en 1972 et obtient le grade de Général en 1992. Il démissionne du service en 1999 à la suite de profonds désaccords avec le directeur général de la Sûreté Générale, Jamil Sayyed, qui sera en 2005 accusé de complicité dans l’assassinat de Rafiq Hariri.
Il est nommé au poste de ministre de l'Intérieur en avril 2005 dans le gouvernement de Najib Mikati. Il a supervisé les premières élections législatives organisées après le retrait syrien du Liban.
Il conserve son poste dans le gouvernement de Fouad Siniora formé le 19 juillet 2005 et fait partie des proches de Saad Hariri.
Lors de la protestation contre les caricatures de Mahomet le consulat danois à Beyrouth est incendié et al-Sabaa démissionne de son poste de ministre de l'Intérieur.
Il revient sur sa démission le 24 novembre 2006, à la suite de l'assassinat de Pierre Amine Gemayel, afin d'assurer un quorum et une majorité des deux tiers à l'Alliance du 14 Mars au sein du gouvernement de Fouad Siniora, notamment après la démission de 6 ministres prosyriens (Talal Sahili, Mohammad Fneich, Mohammed Jawad Khalifé, Faouzi Salloukh, Trad Hamadé et Yacoub Sarraf).